# Fragment d'Okazaki

Esquema de la replicació de l'ADN.

Un fragment d'Okazaki és una sèrie relativament curta d'ADN creada sobre la cadena residual durant el procés de replicació de l'ADN. Les longituds d'aquests fragments són entre 1000 i 2000 nucleòtids en E. coli i entre 100 i 200 en organismes eucariotes. Va ser descobert el 1968 per Reiji Okazaki, Tsuneko Okazaki, i el seu equip en estudiar la replicació d'ADN en Escherichia coli.